# 狐鹿姑単于
狐鹿姑 単于（呉音：ごろくこ ぜんう、漢音：ころくこ ぜんう、拼音：Húlùgū Chányú、? - 紀元前85年）は、中国前漢時代の匈奴の単于。且鞮侯単于の長子。狐鹿姑単于というのは単于号で、姓は攣鞮氏、名は不明。

## 生涯
単于且鞮侯の長男として生まれる。
単于且鞮侯には、2人の子がおり、長男は左賢王となり、次男が左大将となった。
単于が臨終の際、長男の左賢王（狐鹿姑単于）を太子に立てた。しかし、貴人は左賢王が任地からまだ到着しないうちに、左賢王には病があるとし、弟の左大将を立てて単于にしようとした。左賢王はこれを聞くと、敢えて進まなかった。すると弟の左大将は人を使って左賢王を召して譲位しようとした。左賢王は病と言って辞すが、左大将はそれを聴かずに兄を説得し、遂に左賢王は単于になることを決めた。
太始元年（前96年）、且鞮侯単于が死ぬと、長子の左賢王が立ち狐鹿姑単于となる。狐鹿姑単于は弟の左大将を左賢王としたが、数年で病死したので、その子の先賢撣を日逐王とし、狐鹿姑単于の子を左賢王とした。
征和3年（前90年）、匈奴は上谷・五原に侵入し、吏民を殺略した。その年、匈奴はふたたび五原・酒泉に侵入し、両部都尉を殺害。ここにおいて漢は弐師将軍の李広利率いる兵7万を五原に、御史大夫の商丘成率いる3万余の兵を西河に、重合侯莽通率いる4万騎を酒泉の千余里に派兵した。狐鹿姑単于は漢が派兵したのを聞くと、輜重隊を趙信城の北邸の郅居水に移し、左賢王はその人民を駆って余吾水6~700里を渡り、兜銜山に配置。狐鹿姑単于は自ら精兵の左安侯を率いて姑且水を渡った。商丘成の軍がそれを追撃するが所見なく還ると、匈奴は大将と李陵率いる3万余騎に商丘成軍を追撃させ、浚稽山で合戦し、転戦すること9日、商丘成の兵は善戦し、匈奴軍は蒲奴水に至ると不利とみて撤退した。莽通の軍が天山に至ると、匈奴は大将の偃渠と左右呼知王率いる2万余騎に漢兵を要撃させるが、漢兵の強さをみると撤退した。
李広利が塞を出たので、匈奴は右大都尉と衛律率いる5千騎に夫羊句山狹において漢軍を要撃させた。李広利は属国を遣わし胡騎2千と戦闘になり、死傷者は数百人となった。漢軍は勝ちに乗って北へ追撃し、范夫人城に至ると匈奴は奔走した。李広利は護軍の将2万騎を遣わし郅居之水を渡る。1日して左賢王と左大将に遭遇、匈奴と漢軍が合戦すること1日、漢軍は左大将を殺した。狐鹿姑単于は漢軍が疲れているのを知ると、自らの将5万騎で李広利を遮撃した。さらに夜、漢軍が塹壕を掘っていたところを襲撃すると、漢軍は大いに混乱し敗れ、遂に李広利が降った。狐鹿姑単于は李広利の貴臣ぶりを知ると、娘を嫁がせ、先に降った衛律よりも尊寵した。
後年、狐鹿姑単于は漢と和親を求めるようになったが病にかかってしまう。始元2年（前85年）、狐鹿姑単于が死ぬと、世継ぎ問題で揉めた末、子の左谷蠡王が壺衍鞮単于となった。

## 参考資料
- 『漢書』匈奴伝